# TCW Arena
La TCW Arena è il luogo dove la Total Combat Wrestling federazione italiana di wrestling svolge mensilmente i suoi eventi.
Al momento si trova presso l'Elyon Club di Rozzano, via Sesia 10.
In passato questo nominativo fu date ad altri due locali, il Dardodromo a Varese e iSoliti.kom a Gazzada Schianno; entrambi i locali avevano ospitato gli eventi della TCW.

## Storia

### Dardodromo di Varese (2011-2012)
La prima federazione italiana ad avere un luogo fisso per svolgere i suoi show mensili fu proprio la Total Combat Wrestling presso il Dardodromo a Varese. In questo locale si sono svolte le registrazioni del programma Bersaglio Wrestling e da ottobre 2011 a dicembre 2012 si sono svolti gli eventi con le maggiori stelle della federazione, oltre a una lunga serie di ospiti, dal giapponese Makoto Morimitsu fino all'ex WWE Joe E. Legend.
Il locale chiuse a fine dicembre 2012.

### iSoliti.kom a Gazzada Schianno (2014)
Dopo aver vagato per varie località italiane toccando le regioni di Lombardia e Liguria. La TCW trovò una nuova casa presso il locale iSoliti.kom a Gazzada Schianno. In questa località si svolsero gli eventi mensili della federazione.
Il locale chiuse a dicembre 2014.

### Elyon Club a Rozzano (2015-oggi)
Da aprile 2015 la TCW ha trovato una nuova casa presso il locale Elyon Club, in via Sesia 10 a Rozzano.
Una volta al mese si svolgono gli eventi della federazione. 
Degno di nota è il Last Man Standing Match tra Scandalo! e Darkness II valevole per il TCW Extreme Title detenuto da Scandalo! che è stato il match più estremo della storia del wrestling in Italia.
Anche leggende del wrestling come Rob Raw hanno calcato i ring TCW all'interno di questa arena.